# Gonzaga-család
A Gonzagák egy olasz nemesi uralkodócsalád, akik 1328 és 1708 között számos birtok felett uralkodtak a mai észak-olaszországi Mantova és Lombardia területén (kezdetben márkiként, majd hercegi rangban). 
További területeket uraltak a piemonti Monferratótól a francia Nevers-ig, valamint számos más hűbérbirtokot Európa-szerte. A családból egy szent (Gonzaga Szent Alajos), továbbá tizenkét bíboros, tizennégy püspök, a Német-római Birodalom két császárnéja (Gonzaga Eleonóra és Gonzaga Eleonóra Magdolna), valamint egy lengyel királyné (Gonzaga Lujza Mária) került ki.

## Fordítás
- Ez a szócikk részben vagy egészben  a   House of Gonzaga című angol Wikipédia-szócikk fordításán alapul.  Az eredeti cikk szerkesztőit annak laptörténete sorolja fel. Ez a jelzés csupán a megfogalmazás eredetét és a szerzői jogokat jelzi, nem szolgál a cikkben szereplő információk forrásmegjelöléseként.